# Lago di Nazik
Il lago di Nazik (in turco Nazik Gölü; in armeno Նազիկ լիճ?) si trova a 25 km dal lago di Van, nel nord-ovest del distretto di Ahlat appartenente alla provincia di Bitlis, sulle pendici settentrionali del Monte Nemrut. Il lago ha un'altezza di 1876 metri s.l.m. e una profondità di 40-50 metri. Situato a 16 km a nord ovest di Ahlat, il lago di Nazik copre una superficie di 44,5 km². L'altezza sul livello del lago di Van è di 170 m. Le acque del lago sono dolci. Il lago è alimentato da fonti di acqua corrente, dalla neve che si scioglie in primavera e dall'acqua piovana. Una delle caratteristiche più importanti del lago è il suo congelamento durante la stagione invernale che permette il trasporto dei veicoli. In inverno, il trasporto tra gli insediamenti intorno al lago è fornito attraverso il lago ghiacciato. L'acqua del lago in eccesso scorre dall'estremità sud-est nel torrente Karmis. Fino agli inizi del XX secolo, a causa di un fenomeno raro, il lago di Nazik dava le sue acque sia al bacino del lago di Van che al bacino del fiume Murat, ma in seguito, a seguito della costruzione di strade e di impianti di miglioramento idrico, il flusso d'acqua agli affluenti del Murat si è fermato. L'acqua in eccesso è controllata tramite un regolatore posto su questo torrente ed è utilizzata per l'irrigazione della pianura di Ahlat, della cittadina di Adabağ e dei villaggi di Sarıkum del vicino distretto. Sul lago, vicino alla riva sul lato di Dilburnu c'è un'isola. A causa del fatto che le acque del lago sono dolci e ricche di sostanze nutritive, nel lago si produce una grande quantità di carpe a specchio. Oltre a questa specie di pesci, viene pescato localmente un tipo di pesce chiamato gocut.

## Fonti
- (RU) Matveev S. N., Turchia (parte asiatica - Anatolia). Descrizione fisico-geografica, Mosca - Leningrado, Casa editrice dell'Accademia delle scienze dell'URSS, 1946.
- (RU) Darcot, Besim, Geografia della Turchia, Mosca, Casa editrice della letteratura straniera, 1959.
- Maden Tetkik: Mineral Research and Exploration Bullettin, Mineral Research and Exploration Institute of Turkey, 1966